# Dicaeum igniferum
El Picaflores encendido (Dicaeum igniferum) es una especie de ave paseriforme en la familia Dicaeidae.

## Distribución
Es endémica de las selvas de Sumbawa, Komodo, Flores, archipiélago de Solor, Besar, Pantar y Alor, en las islas menores de la Sonda.